# روتاکس ۹۱۴
روتاکس ۹۱۴ موتور هواپیمای توربوشارژ، چهار زمانه، چهار سیلندر و تخت با سیلندرهای هوا خنک و سرسیلندرهای آب خنک است. این توسط شرکت اتریشی بی آرپی پاورترن BRP-Powertrain، متعلق به بمباردیه (بی آر پی) به عنوان بخشی از برند روتاکس طراحی و ساخته شده است.
این موتور بیشتر برای هواپیماهای سبک گواهی شده و قوای محرکه هواپیماهای دست‌ساز، ه. اچرخ و پهپادهای نظامی مانند ام کیو -۱ پردتور را تشکیل می‌دهد.

## طراحی و توسعه
روتاکس ۹۱۴ در سال ۱۹۹۶ معرفی شد، یک توسعه یافته توربوشارژر از روتاکس ۹۱۲ است. 
روتاکس ۹۱۴ دارای یک توربوشارژر با یک کنترل کننده اتوماتیک ویست گیت و کاربراتورهای دوگانه است. این موتور دارای دو خازن اشتعال تخلیه، سرسیلندرهای خنک‌شونده با مایع و سیلندر خنک‌کننده با هوا، استارت برقی، گیربکس کاهش‌دهنده پروانه داخلی، روان‌کاری روغن اجباری مخزن خشک و دارای مخزن روغن جداگانه است. دارای شیرهای هیدرولیک که شامل تنظیم اتوماتیک می باشد. روتاکس می تواند یک ورودی هوا، سیستم اگزوز و پایه موتور را با طراحی هدفمند ارائه دهد.
سیستم روغن ۹۱۴ با اکثر طرح‌های مخزن خشک تفاوت دارد زیرا روغن روان‌کننده به جای پمپ جداکننده جداگانه، با فشار میل لنگ به مخزن ذخیره می‌شود. این امر مستلزم یک روش جدید بازرسی قبل از پرواز است: قبل از بررسی سطح روغن با میله اندازه گیری، موتور با برداشتن درپوش پرکننده روغن و چرخاندن پروانه تا زمانی که صدای غرغر شنیده شود، آروغ زده می شود، که نشان می دهد تمام روغن به زور به داخل محفظه وارد شده است. اکنون می توان مخزن و سطح روغن را به دقت بررسی کرد. 
۹۱۴ نسبت به موتورهای سنتی با سایز مشابه کارآمدتر و سبک‌تر است، اما در ابتدا زمان کوتاه‌تری بین تعمیرات اساسی (TBO) داشت که پتانسیل بازار آن را محدود می‌کرد. در زمان معرفی، زمان بین تعمیرات اساسی تنها ۶۰۰ ساعت بود که دو برابر موتورهای قبلی روتاکس بود، اما بسیار کمتر از موتورهای موجود با اندازه و قدرت مشابه بود. با این حال، تا سال ۱۹۹۹ زمان بین تعمیرات اساسی به ۱۰۰۰ ساعت افزایش یافت و دوباره در سال ۲۰۱۰ به ۲۰۰۰ ساعت افزایش یافت.
این موتور می تواند با گاز ۱۰۰ لیتری سرب دار یا با بنزین معمولی بدون سرب، با حداقل عدد اکتان ۹۵ کار کند اگر ۹۱۴ با سوخت سرب کار کند، لجن سرب در مخزن روغن و گیربکس احیا جمع می شود و سوخت با روغن مصنوعی توصیه شده ناسازگار است زیرا نمی تواند سرب را در حالت تعلیق نگه دارد. در نتیجه، استفاده از سوخت سرب نیاز به تعمیر و نگهداری اضافی دارد و سوخت بدون سرب توصیه می شود.